# برك العدن (القفر)

تعديل مصدري - تعديل

برك العدن محلة تابعة لقرية السهلة، التابعة لعزلة بني سباء بمديرية القفر إحدى مديريات محافظة إب في الجمهورية اليمنية، بلغ تعداد سكانها 34 حسب تعداد اليمن لعام 2004.